# Viola skottsbergiana
Viola skottsbergiana är en violväxtart som beskrevs av Wilhelm Becker. Viola skottsbergiana ingår i släktet violer, och familjen violväxter. Inga underarter finns listade i Catalogue of Life.